# هایکه شولته-ماتلر
هایکه شولته-ماتلر (آلمانی: Heike Schulte-Mattler؛ زادهٔ ۲۷ مهٔ ۱۹۵۸) دونده سرعت زن اهل آلمان بود.